# Том Хангерфорд
Том Хангерфорд, AM (англ. Tom Hungerford, повне ім'я — Томас Артур Гай Хангерфорд / Thomas Arthur Guy Hungerford, відомий за літературним іменем: T. A. G. Hungerford; *5 травня 1915, Перт, Австралія — 19 червня 2011, там же) — австралійський письменник, відомий своїм романом про події другої світової війни The Ridge and the River («Скеля і річка») та новелами, які розповідали про людей і соціальні проблеми його рідного Перта.

## Біографія
Народився в 1915 році в Перті і виріс у його напівсільському південному передмісті.
Хангерфорд служив в австралійській армії в Дарвіні, Новій Гвінеї, Бугенвілі, Моротаї і в окупаційних силах в Японії. Був сержантом в австралійському ескадроні командос. У 2005 році у програмі 7.30 Report національного мовника ABC Хангерфорд так згадав військовий період свого життя, коли його представили як героя воєнного часу: 
|  | «Я був одним з групи людей, де всі роблять одну й ту саму криваву справу. Хапаючись за голову, я благав Господа, щоб її не відірвало.» |

Армію Хангерфорд залишив в 1947 році.
По війні деякий час (протягом трьох тижнів) Хангерфорд працював прес-секретарем австралійського політика Біллі Г'юза. Збереглися свідчення, що звільнившись після цієї нетривалої служби, Хангерфорд невдовзі заявив: «Я ніколи не працюватиму на Г'юза знову. Краще вже переспати із шаблезубим тигром». 
З середини 1950-х років Хангерфорд співробітничав з Австралійським бюро новин та інформації (the Australia News and Information Bureau), також був «вільним художником» (freelancer). 
Пізніше був прес-аташе в США, також знову працював прес-секретарем у низці місцевих (Західна Австралія) політичних діячів — Джона Тонкіна (John Tonkin), сера Чарльза Корта (Sir Charles Court).
Член Ордену Австралії з 1988 року, в 2002 році Тому Хангерфорду була присуджена австралійська літературна премія Патріка Вайта. 
Помер у червні 2011 року у віці 96 років.

## З творчості
Хангерфорд почав писати у підлітковому віці, а своє перше оповідання опублікував, коли йому було 27 років у 1942 році в Sydney Bulletin. Перша збірка творів автора — Stories from Suburban Road («Історії зі шляху у передмісті») принесла йому популярність; п'єски, що склали збірку, описували життя мешканців південного передмістя Перта під час «Великої депресії» 1930-х років.
Бібліографія
романи:
- The Ridge and the River (1950);
- Riverslake (1953);
- Sowers in the Wind (1954);
- Shake the Golden Bough (1963) — присвячений США[3];

оповідання / новели:
- Wong Chu and the Queen's Letterbox (1976);
- The Only One Who Forgot;

драматургія:
- Stories from Suburban Road;
- The Day It All Ended;

дитяча книжка:
- Swagbelly Birdsnatcher and the Prince of Siam.

автобіографічні твори:
- Stories From Suburban Road (1983);
- A Knockabout with a Slouch Hat;
- Red Rover All Over.

Окремі оповідання Хангерфорда перекладені низкою іноземних мов.